# Sahuay
Sahuay o Saway es una zona arqueológica en el Perú. Está situado en la Región Huánuco, provincia de Dos de Mayo, Distrito de Yanas.

## Ubicación
Está situado en la Región Huánuco, provincia de Dos de Mayo, Distrito de Yanas.